# Cyclaspis mawsonae
Cyclaspis mawsonae är en kräftdjursart som beskrevs av Hale 1944. Cyclaspis mawsonae ingår i släktet Cyclaspis och familjen Bodotriidae. Inga underarter finns listade i Catalogue of Life.